# Cúp bóng đá châu Đại Dương 1996
Cúp bóng đá châu Đại Dương 1996 là cúp bóng đá châu Đại Dương lần thứ ba, diễn ra ở từ 10 tháng 11 năm 1995 đến 1 tháng 11 năm 1996. Giải đấu có 4 đội tuyển tham dự: Úc, New Zealand, quần đảo Solomon, và Tahiti.
Đương kim vô địch Úc bảo vệ được chức vô địch sau khi vượt qua Tahiti 11–0 sau hai lượt trận chung kết.

## Vòng sơ loại

### Cúp Melanesia 1994

#### Kết quả
| Đội                | Số trận | Thắng | Hòa | Thua | Bàn thắng | Bàn thua | Điểm |
| ------------------ | ------- | ----- | --- | ---- | --------- | -------- | ---- |
| Quần đảo Solomon   | 4       | 4     | 0   | 0    | 10        | 1        | 12   |
| Fiji               | 4       | 3     | 0   | 1    | 8         | 4        | 9    |
| Papua New Guinea   | 4       | 1     | 1   | 2    | 2         | 4        | 4    |
| Nouvelle-Calédonie | 4       | 1     | 0   | 3    | 5         | 9        | 3    |
| Vanuatu            | 4       | 0     | 1   | 3    | 5         | 12       | 1    |

Quần đảo Solomon giành quyền vào chung kết.

### Cúp Polynesia 1994

#### Kết quả
| Đội            | Số trận | Thắng | Hòa | Thua | Bàn thắng | Bàn thua | Điểm |
| -------------- | ------- | ----- | --- | ---- | --------- | -------- | ---- |
| Tahiti         | 3       | 3     | 0   | 0    | 10        | 1        | 9    |
| Tonga          | 3       | 1     | 1   | 1    | 4         | 4        | 4    |
| Samoa          | 3       | 1     | 1   | 1    | 5         | 10       | 4    |
| Samoa thuộc Mỹ | 3       | 0     | 0   | 3    | 3         | 7        | 0    |

Tahiti giành quyền vào chung kết.

## Vòng chung kết

### Bán kết
| New Zealand | 0 – 0 | Úc |
| ----------- | ----- | -- |
|             |       |    |

| Úc                                                        | 3 – 0 | New Zealand |
| --------------------------------------------------------- | ----- | ----------- |
| Damian Mori 33' · Paul Wade 45' (ph.đ.) · Joe Spiteri 51' |       |             |

Australia thắng với tổng tỉ số 3-0
| Quần đảo Solomon | 0 – 1 | Tahiti                 |
| ---------------- | ----- | ---------------------- |
|                  |       | Jean-Loup Rousseau 72' |

| Tahiti                                    | 2 – 1 | Quần đảo Solomon |
| ----------------------------------------- | ----- | ---------------- |
| Jean-Loup Rousseau 46' · Macha Gatien 88' |       | Robert Seni 81'  |

Tahiti thắng với tổng tỉ số 3-1

### Chung kết
| Tahiti | 0 – 6 | Úc                                                                       |
| ------ | ----- | ------------------------------------------------------------------------ |
|        |       | Ernie Tapai 5' · Paul Trimboli 20' · Kris Trajanovski 25', 28', 44', 89' |

| Úc                                                                             | 5 – 0 | Tahiti |
| ------------------------------------------------------------------------------ | ----- | ------ |
| Robbie Hooker 11' · Kris Trajanovski 21', 36', 54' · Rupena Raumati 31' (l.n.) |       |        |

Australia thắng với tổng tỉ số 11-0

### Vô địch
| Vô địch Cúp bóng đá châu Đại Dương 1996 Úc Lần thứ hai |